# 알렉산드르 포벳킨
알렉산드르 블라디미로비치 포벳킨(러시아어: Алекса́ндр Влади́мирович Пове́ткин, 1979년 9월 2일~)은 러시아의 권투 선수이다. 1998년부터 2005년까지 러시아 국가대표 선수로 활동한 후 2005년부터 2021년까지 프로 선수로 활약했다.
러시아 국가대표 선수로서 2004년 하계 올림픽 슈퍼헤비급에서 금메달을 획득했고, 세계 선수권 대회 1회 우승, 유럽 선수권 대회 2회 우승을 달성했다. 2005년에 프로 선수로 전향한 후 2011년 세계 복싱 협회(WBA) 헤비급 챔피언에 올랐으며, 2013년까지 유지했다.

## 같이 보기
- 올림픽 복싱 메달리스트 목록